# 1857
Промислова революція •  Національно-визвольні рухи • Робітничий рух •  Російська імперія

## Геополітична ситуація
У Росії царює імператор Олександр II (до 1881). Російській імперії належить більша частина України, значна частина Польщі, Грузія, Закавказзя, Фінляндія, Аляска. Україну розділено між двома державами — Королівство Галичини та Володимирії належить Австрії, Правобережжя, Лівобережжя та Крим — Російській імперії.
В Османській імперії править султан Абдул-Меджид I (до 1861). Під владою османів перебувають Близький Схід та Єгипет, Середземноморське узбережжя Північної Африки, Болгарія. Васалами османів є Сербія та Боснія, Волощина та Молдова.
В Австрійській імперії править Франц-Йосиф I (до 1916). Імперія охоплює, крім власне австрійських земель, Угорщину з Хорватією, Трансильванію, Богемію, Північну Італію. Король Пруссії — Фрідріх-Вільгельм IV (до 1861). Королівство Баварія очолює Максиміліан II (до 1864). Австрія, Пруссія, Баварія та інші німецькомовні держави об'єднані в Німецький союз.
У Франції править Наполеон III Бонапарт (до 1870). Франція має колонії в Алжирі, Карибському басейні, Південній Америці та Індії. На троні Іспанії сидить Ізабелла II (до 1868). Королівству Іспанія належать частина островів Карибського басейну, Філіппіни. У Португалії править Педру V (до 1861). Португалія має володіння в Африці, Індії, Індійському океані й Індонезії.
У Великій Британії триває Вікторіанська епоха — править королева Вікторія (до 1901). Британія має колонії в Північній Америці, на Карибах та в Індії. Королівство Нідерланди очолює Віллем III (до 1890). Король Данії та Норвегії — Фредерік VII (до 1863), на шведському троні сидить Оскар I (до 1859). Італія розділена між Австрією та Королівством Обох Сицилій. Існує Папська держава з центром у Римі.
Бразильську імперію очолює Педру II (до 1889). Посаду президента США займає Джеймс Б'юкенен. Територія на півночі північноамериканського континенту, Провінції Канади, належить Великій Британії, територія на півдні континенту — Мексиці.
В Ірані при владі Каджари. Британська Ост-Індійська компанія утримує контроль над Індостаном. У Бірмі править династія Конбаун, у В'єтнамі — династія Нгуєн. У Китаї володарює Династія Цін, триває Тайпінське повстання. У Японії триває період Едо.

## Події

### В Україні
- Побачив світ перший український буквар — «Граматка» Пантелеймона Куліша.
- У Києві до відвідин імператора побудовано Тріумфальну арку.
- У Харкові збудовано Храм усікновення глави Іоана Предтечі.
- У Києві завершилося будівництво Троїцької церкви на Замковій горі.

### У світі
- 4 березня Джеймс Б'юкенен вступив на посаду президента США.
- 4 квітня закінчилася Англо-перська війна.
- 10 травня в Індії почалося Повстання сипаїв. 11 травня повстанці захопили Делі.
- 16 вересня набула сили Конституція Мексиканських Сполучених Штатів.
- 20 вересня сили Британської Ост-Індської компанії повернули собі контроль над Делі.
- 19 грудня Ігнасіо Комонфорт став тимчасовим президентом Мексики.
- У грудні почалася мексиканська Війна за реформу

### У суспільстві
- Засновано навчальні заклади:
  - Калькуттський університет.
  - Університет штату Каліфорнія в Сан-Хосе
- Засновано місто Куала-Лумпур.
- В Аргентині побудована перша залізнична лінія.
- Бухарест став першим у світі містом з вуличним освітленням гасовими лампами.
- В Іспанії виникла фінансова компанія Banco Bilbao Vizcaya Argentaria.
- Австрійський імператор Франц-Йосиф I розпорядився знести міські мури Відня для побудови Рінгштрассе.

### У науці
- Рудольф Клаузіус побудував молекулярно-кінетичну теорію ідеального газу.
- Авґуст Кекуле сформулював гіпотезу, що Карбон чотиривалентний.
- Роберт Вільгельм Бунзен винайшов апарат для вивчення ефузії.
- Леон Скотт винайшов фоноавтограф — перший прилад звукозапису.
- Після падіння рівня води в Невшательському озері знайдено перші артефакти Латенської культури.

### У мистецтві
- Надруковано «Чорну раду» Пантелеймона Куліша.
- Шарль Бодлер видав скандальну збірку «Квіти зла».
- Чарлз Дікенс завершив публікацію «Крихітки Дорріт».
- Відбулися прем'єри опер Джузеппе Верді «Симон Бокканеґра» та «Арольдо».
- Завершилося будівництво Базиліки Святої Клотільди у Парижі.
- У Лондоні відкрився музей Вікторії та Альберта.

### У спорті
- Засновано футбольний клуб «Шеффілд».
- Національна асоціація гравців у бейсбол змінила правило тривалості гри з 21 рану до 9 інінгів.

## Народились
Дивись також Категорія:Народились 1857
- 1 січня — Ерастов Степан, український письменник і громадсько-політичний діяч на Кубані (пом. 13 квітня 1933 р.).
- 20 січня (1 лютого) — Володимир Михайлович Бехтерєв, російський нейрофізіолог і психіатр.
- 11 лютого — Рошкевич Ольга Михайлівна, українська перекладачка, збирачка фольклору.
- 22 лютого — Генріх Рудольф Герц, німецький фізик, один з основоположників електродинаміки.
- 25 квітня — Руджеро Леонкавалло, італійський композитор.
- 13 травня — Рональд Росс, англійський біолог.
- 5 липня — Клара Цеткін, німецька революціонерка.
- 17 вересня — Костянтин Едуардович Ціолковський, російський вчений і винахідник в галузі аеро- і ракетодинаміки.
- 16 грудня — Едвард Емерсон Барнард, американський астроном.
- 3 грудня — Джозеф Конрад, англійський письменник, родом з Бердичева (пом. 3 серпня 1924)[1].

## Померли
Дивись також Категорія:Померли 1857
- 23 травня — Оґюстен-Луї Коші, французький математик